# Willem Visser 't Hooft
Willem Adolph Visser 't Hooft (født 20. september 1900, død 4. juli 1985) var en hollandsk reformert teolog og den første generalsekretær for Kirkernes Verdensråd.

## Historie
Visser 't Hooft studerede teologi på Universiteit Leiden og fik derefter en karriere i forskellige økumeniske fora i Holland og internationalt. Han var leder for World Christian Student Federation. Under 2. verdenskrig støttede han den tyske kirke, der stod i opposition til nazisterne. Da Kirkernes Verdensråd blev grundlagt i 1948, var Visser 't Hooft en af pionererne og blev organisationens første generalsekretær. En post han bestred til 1966, hvor han blev afløst af Eugene Carson Blake.
I 1967 modtog han den danske Sonningpris for sit "europæiske engagement", ligesom han også fik en lang række andre anerkendelser.